# Nova mestna hiša, Hannover
Nova mestna hiša (nemško Neues Rathaus) v Hannovru v Nemčiji je mestna hiša, ji je bila odprta 20. julija 1913, ko je bila v izgradnji že 12 let. Je veličastna, gradu podobna stavba iz obdobja Viljema II. v eklektičnem slogu na južnem robu mestnega jedra (zunaj zgodovinskega mestnega jedra Hannovra). Stavba je vgrajena v 10 hektarov velik Maschpark. Stara mestna hiša se ne uporablja več kot sedež uprave, temveč poslovna stavba in matični urad.

## Zgodovina
Ob izgradnji je stavba stala 10 milijonov mark. Arhitekta, Hermann Eggert in Gustav Halmhuber sta jo postavila na 6026 bukovih pilotov. "Deset milijonov mark, Vaše Veličanstvo - in vsi so bili plačani v gotovini", je napovedal mestni direktor Heinrich Tramm, ko je cesar Viljem II. odprl Novo mestno hišo. Trg pred mestno hišo je bil imenovan Trammplatz v Trammovo čast. Nova mestna hiša je od takrat nadomestila mestno hišo Wangenheimpalais.
Med drugo svetovno vojno je bila stavba močno poškodovana zaradi zavezniških bombnih napadov središča mesta Hannover. Nemška zvezna dežela Spodnja Saška je bila razglašena leta 1946 v 38 m visoki dvorani Nove mestne hiše.
Dvostenska kupola Nove mestne hiše s svojo opazovalno ploščadjo je visoka 97,73 m . Dvigalo kupole je edinstveno v Evropi, s svojim obokanim potekom (paraboličnim, po obliki kupole). Pogosto je nepravilno opisano kot nagnjeno dvigalo in ga primerjajo z dvigali v Eifflovem stolpu, ki dejansko potujejo diagonalno, ne da bi spreminjali naklon nagiba. Dvigalo za kupole v Hannovru po drugi strani spremeni nagib med vožnjo za okoli 17 ° na 50 m do galerije kupole, kjer se dobro vidi hribovje Harz, če je vidljivost dobra. Hod je dolg okoli 43 m in odmik med vhodom in izhodom okoli 8 m. Med potovanjem sta oba kabla za uravnavanje na treh dvojnih zvitkih v steni jaška.
Dvigalo ima pet postankov. Nad vhodnim nivojem je postaja "Kuppelboden". Od tod se lahko pride do trezorja, kjer se nahaja lestenec glavne dvorane. Tretja postaja kaže zunanjost in je dostop do stolpov. Zgornja postaja je dostop do stroja in kontrolne sobe.
Dvigalo je bilo nameščeno leta 1913. Dvigalna kletka je potovala po parno-upognjenih hrastovih tirnicah. Zaradi vremena dvigalo ni bilo uporabno v hladnejši polovici leta. Obstaja spiralno stopnišče, ki vodi od izhoda dvigala do nivoja opazovanja. Leta 2005 je stolp Nove mestne hiše obiskalo več kot 90.000 ljudi. V zimskem obdobju 2007-08 je bilo nameščeno novo dvigalo. Zadnje potovanje starega dvigala je bilo 4. novembra 2007 z županom Stepanom Weilom. Ta vikend je imelo 1200 gostov zadnjo priložnost, da se peljejo v starem dvigalu.
Obstajajo štirje modeli meta Hannover v pritličju Nove mestne hiše. Prikazujejo razvoj mesta v različnih obdobjih.